# 四分衛

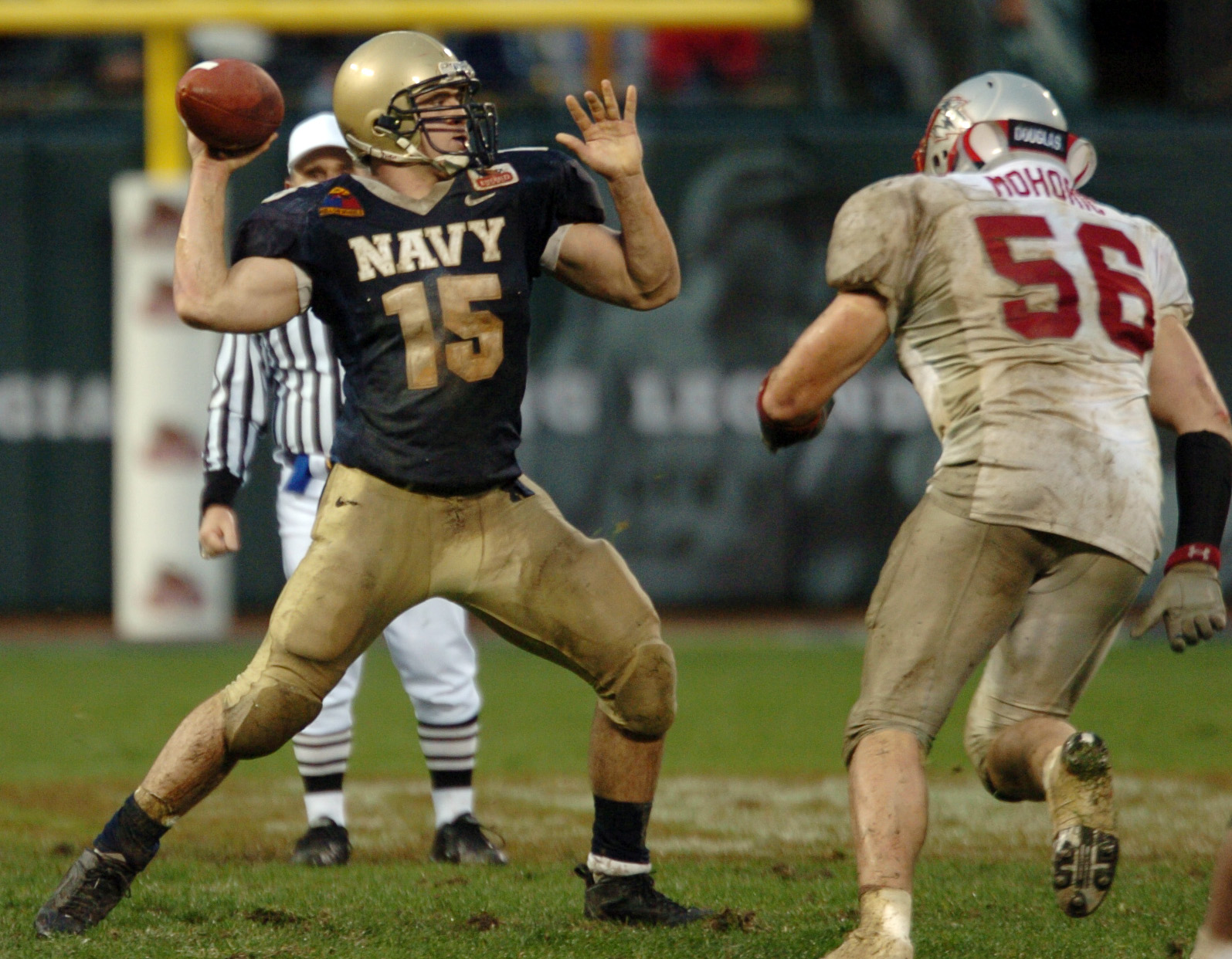
美國海軍學院（United States Naval Academy）四分衛亞倫·波蘭可（Aaron Polanco）準備傳球。

四分卫（簡稱），是美式足球和加拿大式足球中的一個位置。四分衛是進攻組的一員，排在中鋒的後面，在進攻線的中央。四分衛通常是進攻組的領袖，大部分的進攻由他發動。四分衛有責任在大部分的進攻前發出暗號。
四分衛這一個名詞來自於蘇格蘭式橄欖球（Scottish Rugby），在後衛之中，根據他們與前鋒之間的習慣距離，命名為「四分衛」（Quarterback，四分之一）、「中衛」（Halfback）和「全衛」（Fullback）。
通常四分卫接开球后把球传给另一名队员进攻或自己带球向前推进。如果四分卫被阻截（tackle）就被称作擒杀（sack）。

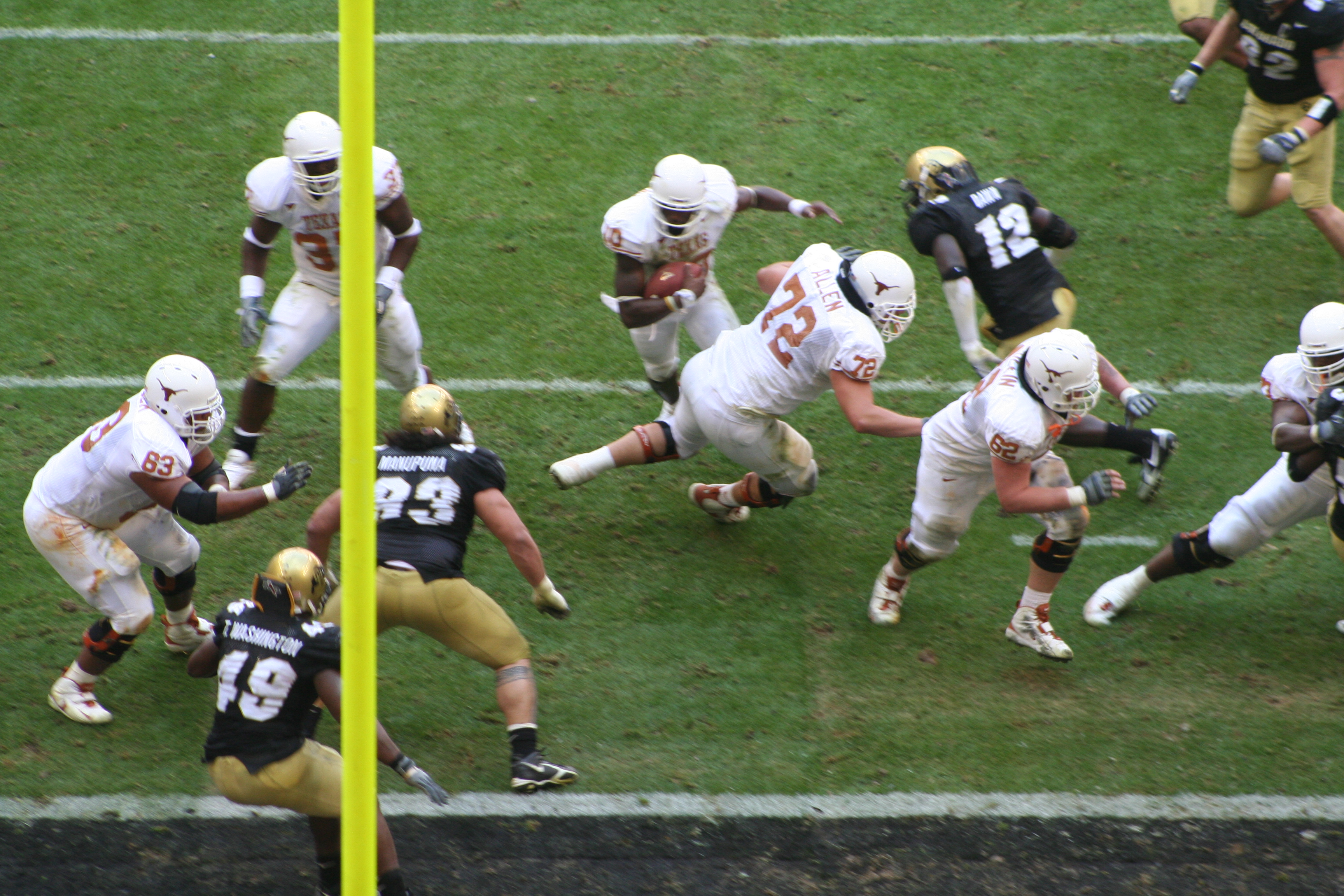
德克薩斯長角隊四分衛文森·楊格（Vince Young）（圖中上）準備達陣。

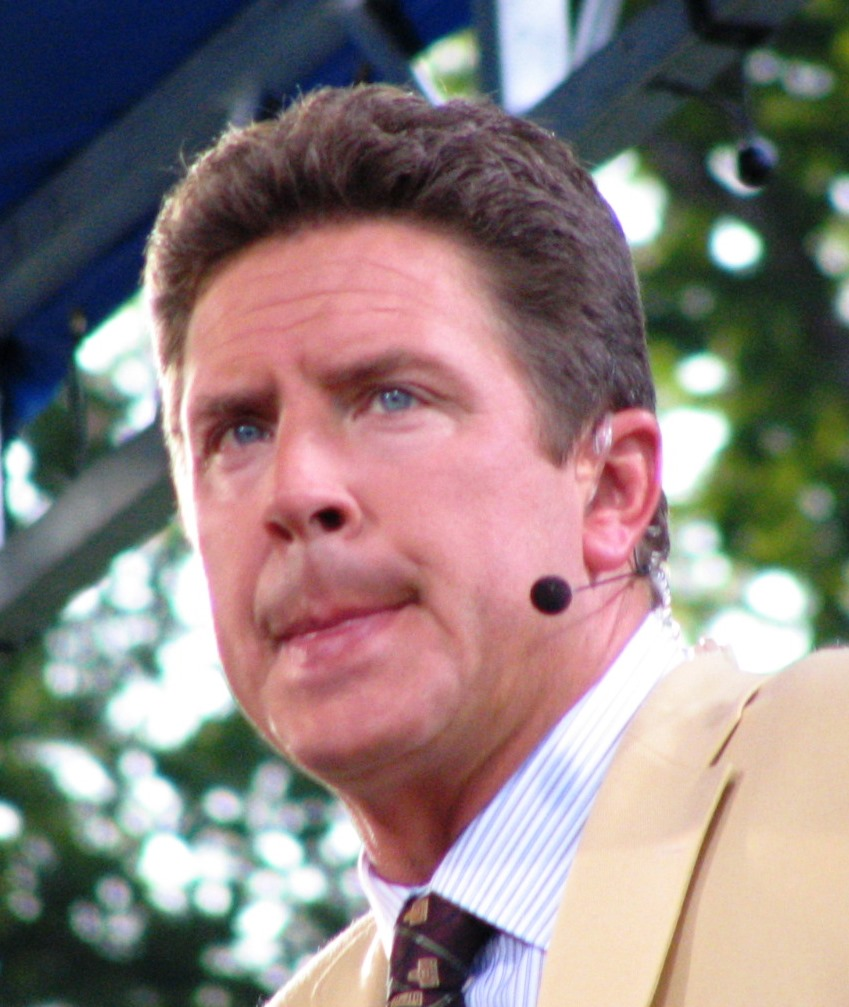
唐恩·馬利諾

## 外部連結
- 現今NFL四分衛列表（页面存档备份，存于）（英文）
- Sports Illustrated's 10 Best Journeymen（页面存档备份，存于）（英文）
- Quarterback Drills（页面存档备份，存于） - Football plays & drills resource for coaches & players.（英文）